# Brestovac (Croacia)
Brestovac es un municipio de Croacia en el condado de Požega-Eslavonia.

## Geografía
Se encuentra a una altitud de 164 m s. n. m. a 166 km de la capital nacional, Zagreb.

## Demografía
En el censo 2011 el total de población del municipio fue de 3 726 habitantes, distribuidos en las siguientes localidades:
- Amatovci - 0
- Bogdašić - 0
- Bolomače - 22
- Boričevci - 121
- Brestovac - 670
- Busnovi - 104
- Crljenci - 12
- Čečavac - 3
- Čečavački Vučjak - 23
- Daranovci - 183
- Deževci - 157
- Dolac - 203
- Donji Gučani - 107
- Gornji Gučani - 53
- Ivandol - 139
- Jaguplije - 137
- Jeminovac - 7
- Kamenska - 0
- Kamenski Šeovci - 0
- Kamenski Vučjak - 6
- Koprivna - 7
- Kruševo - 0
- Kujnik - 22
- Mihajlije - 0
- Mijači - 18
- Mrkoplje - 0
- Novo Zvečevo - 30
- Nurkovac - 244
- Oblakovac - 5
- Orljavac - 167
- Pasikovci - 22
- Pavlovci - 190
- Perenci - 42
- Podsreće - 34
- Požeški Brđani - 66
- Rasna - 7
- Ruševac - 2
- Sažije - 15
- Skenderovci - 187
- Sloboština - 18
- Striježevica - 9
- Šnjegavić - 20
- Šušnjari - 0
- Vilić Selo - 157
- Vranić - 0
- Zakorenje - 187
- Završje - 323
- Žigerovci - 7

| Gráfica de población de Brestovac 1857-2011                         |
|                                                                     |
| Según los censos de población de la oficina estadística de Croacia. |